# 道路緊急ダイヤル

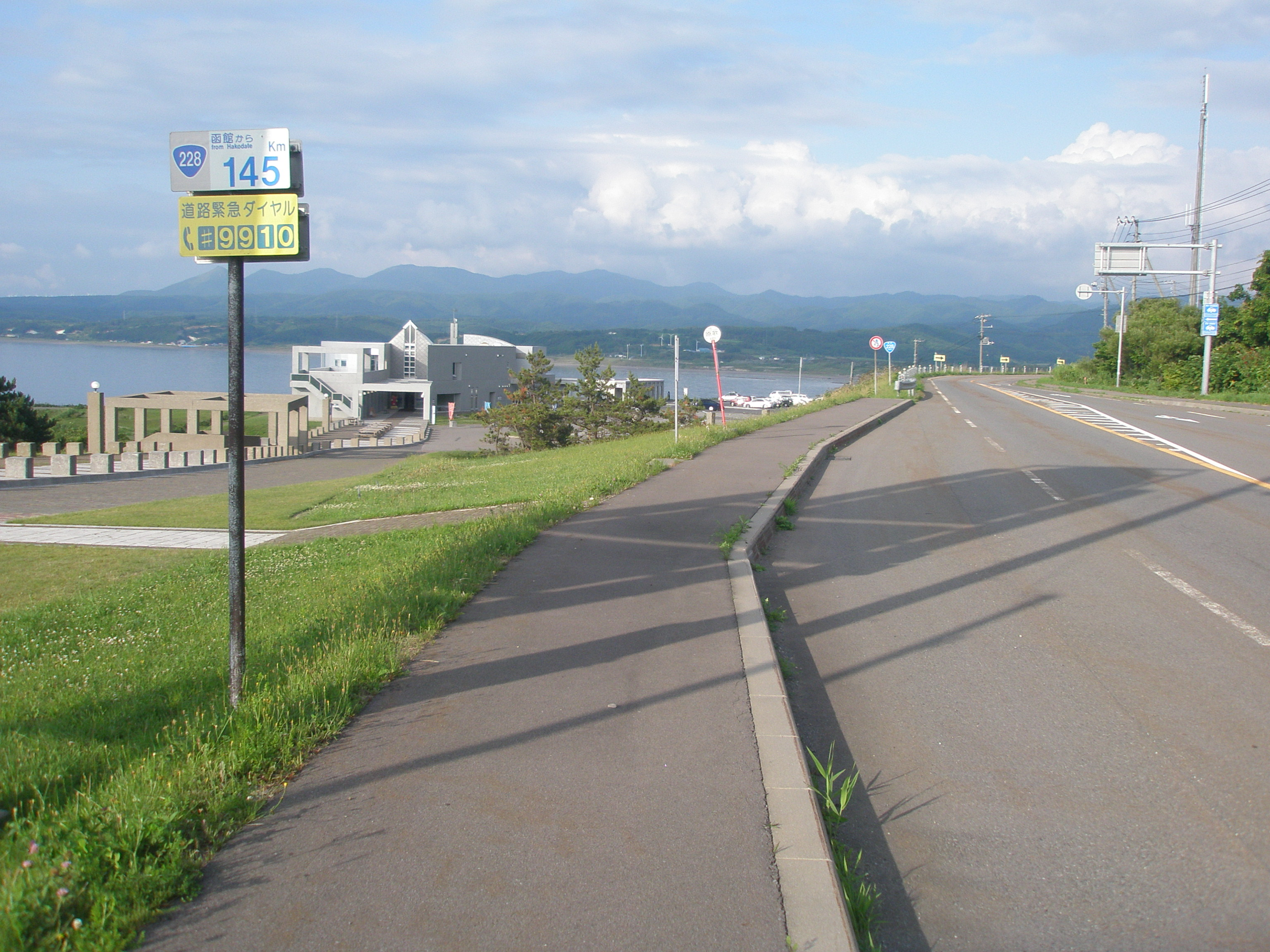
道路緊急ダイヤルの標識と距離標。北海道檜山郡上ノ国町。2019年7月撮影。

道路緊急ダイヤル（どうろきんきゅうだいやる）とは、日本において幹線道路（国道、高速道路ほか）で道路の舗装の剥がれや陥没、路肩の崩壊、高速道路への人や自転車の侵入など、道路の異状を発見した際の通報窓口である。
電話番号は全国統一で#9910。発信場所及びダイヤル選択で該当道路の管理者を特定し、該当部局に転送される。

## 概要
- 2005年（平成17年）12月より全国展開
- 固定電話（NTT各社）、携帯電話（NTTドコモ、au by KDDI、ソフトバンクモバイル）、PHS（ウィルコム）から通報可能
- NTT固定電話からの通報にかかる通話料金は無料
- 携帯電話からの通報にかかる通話料金は、2006年（平成18年）12月23日より無料化
- PHSからの通報も2007年（平成19年）1月16日より無料化